# Pecio ZenCity

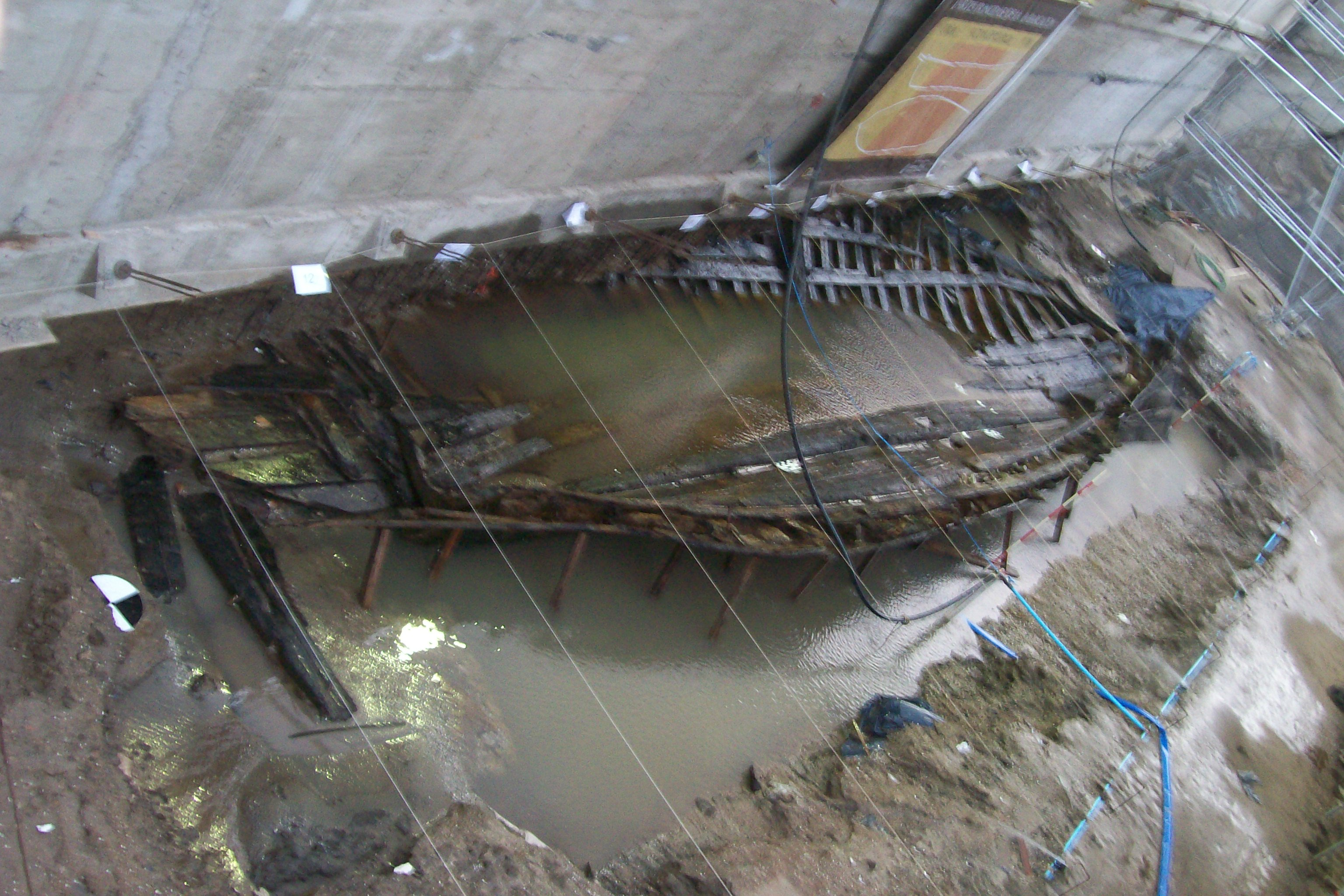
Los restos de la embarcación hallados en ZenCity

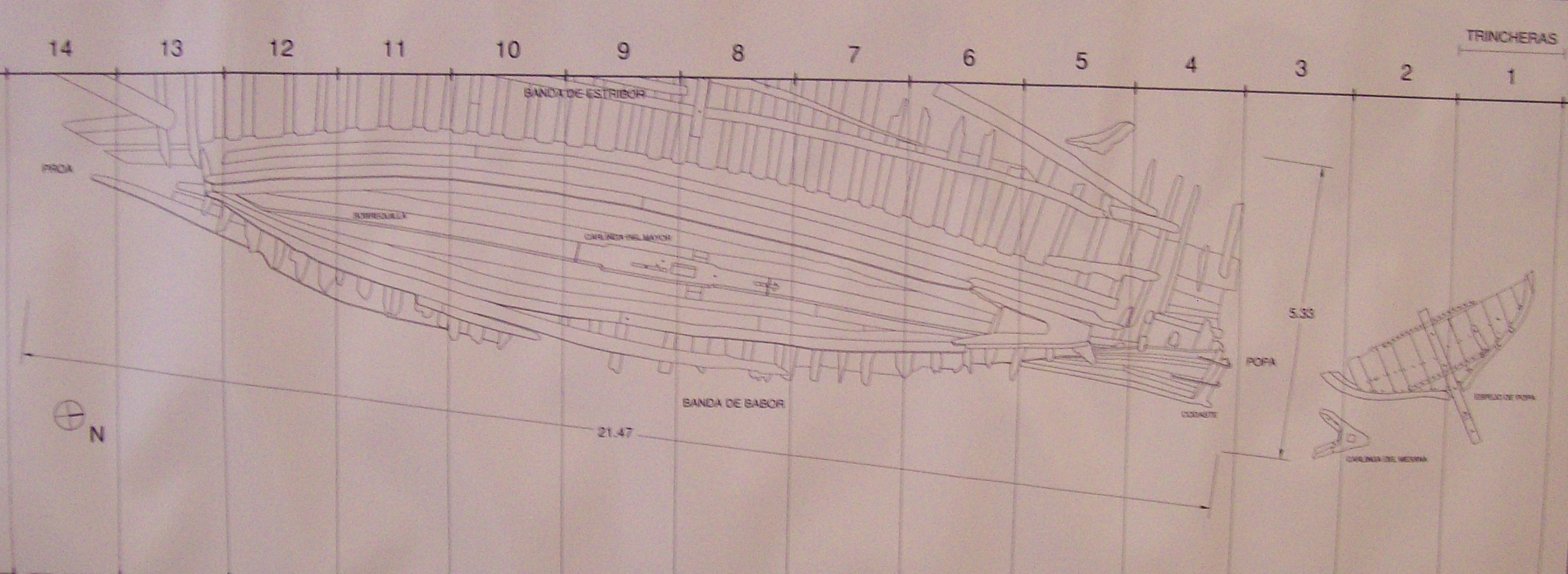
Plano de la posición en que fue hallado el barco.

Pecio ZenCity es el nombre que se le dio en 2008 a un barco mercante español del siglo XVIII que se hundió en Puerto Madero de Buenos Aires, Río de La Plata y fue descubierto por azar, en el mencionado año, durante la construcción de un megacomplejo edilicio homónimo en el Dique 1 de Puerto Madero.

## Historia
El barco se encontró a unos 100 metros hacia el sur del cruce de las actuales calles Juana Manso y Lola Mora, en el barrio porteño de Puerto Madero. Estaba enterrado aproximadamente 10 metros abajo del actual nivel de la calle.
En cercanías del lugar del hallazgo existió (hasta fines del siglo XVIII), un canal de acceso al primitivo Puerto del Riachuelo. Ese canal comenzaba a la altura de la actual calle Humberto Primo y continuaba hasta el Riachuelo en un recorrido semejante al de la Dársena Sur del Puerto Madero.
"Pero tampoco ese camino era fácil. A veces necesitaban de práctico. Otras veces debían esperar la creciente. El canal mencionado no permitía pasar sino dos buques, costado a costado. Podían llegar buques de hasta 350 toneladas. Empero, con el paso del tiempo se fue produciendo otro fenómeno que se fue haciendo notar en el Siglo XVIII. La acumulación de limo y otros materiales produjo una especie de taponamiento de la barra del Riachuelo, lo que dificultó la navegación, apareciendo bancos."

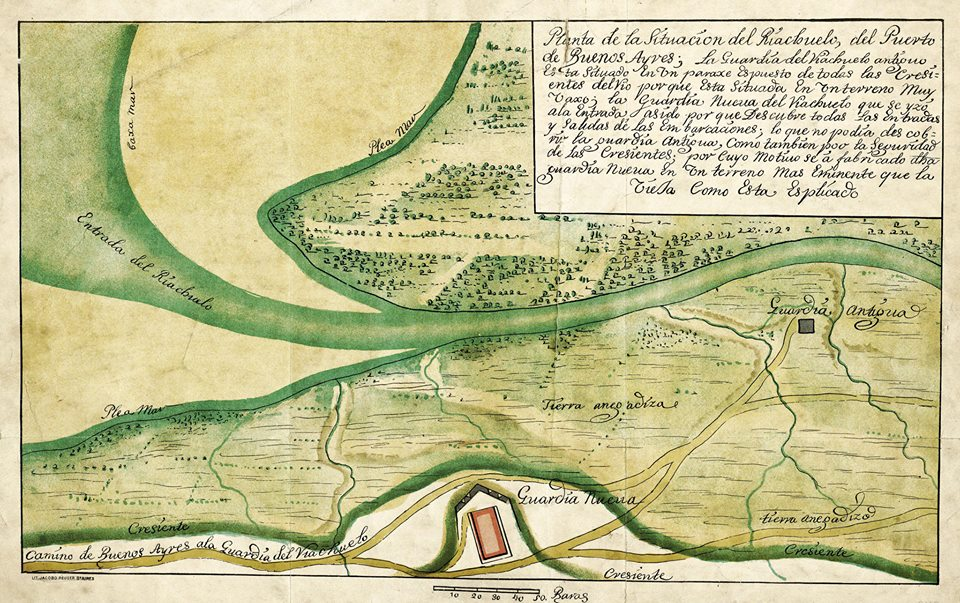
Antigua Boca del Riachuelo hacia 1730 según plano de Domingo Petrarca

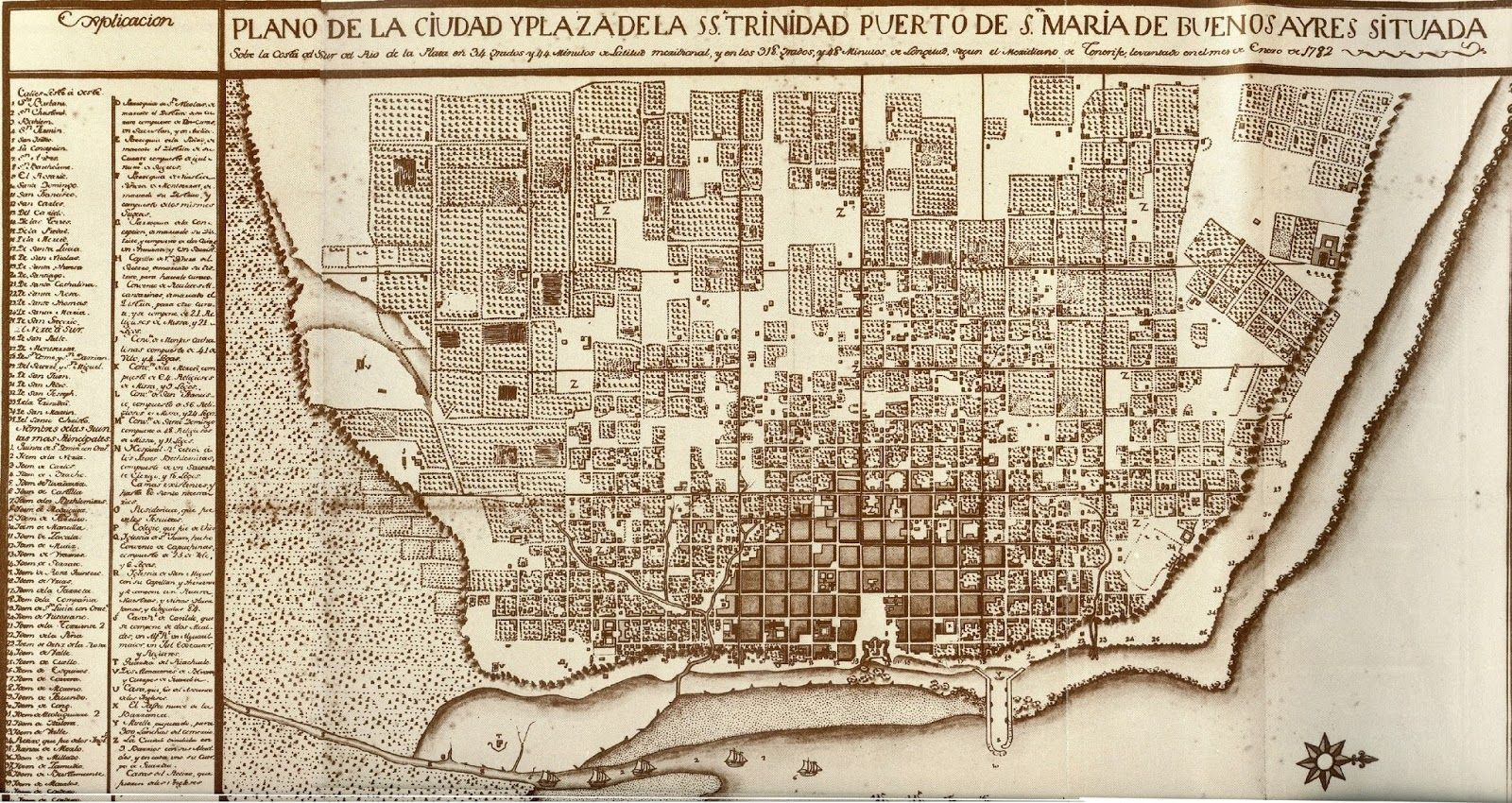
Antigua boca del Riachuelo según plano de 1782

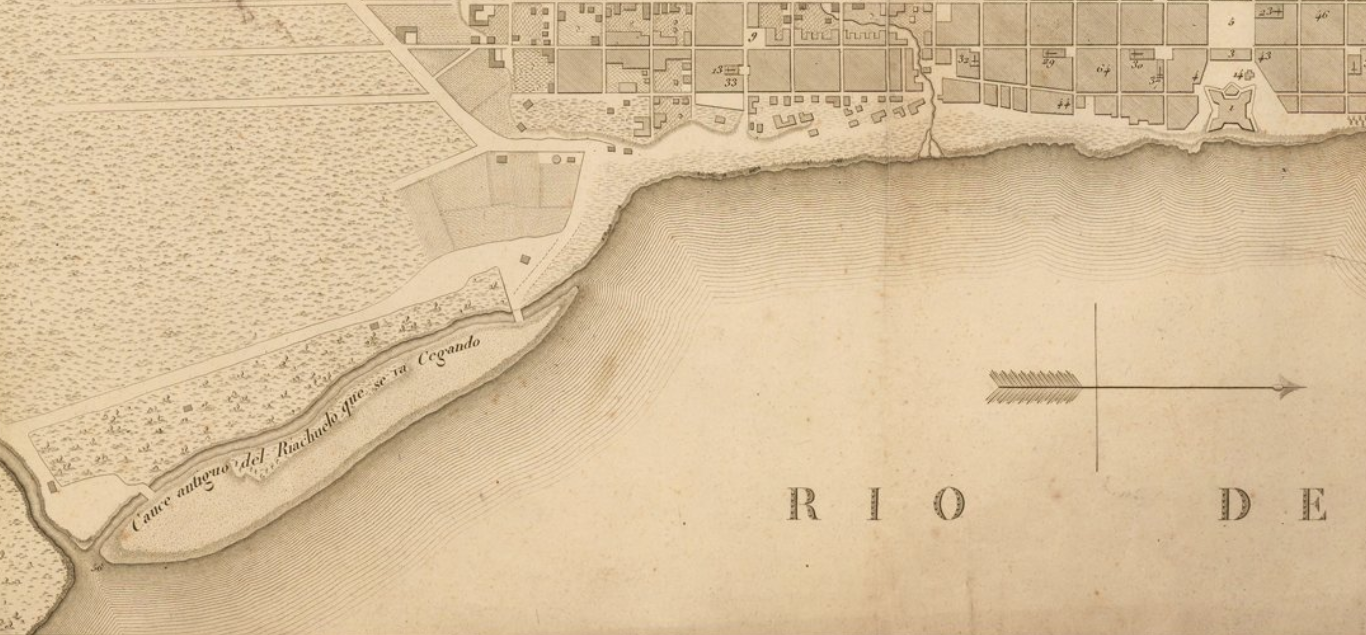
Canal antiguo del Riachuelo según plano de Pedro Cerviño, 1814

El hecho de que el barco se encontrara con gran parte de su carga, parece indicar que el hundimiento fue repentino, o durante una fuerte tormenta por la noche. Se produjo en el ingreso al antiguo canal del primitivo puerto. De confirmarse -con nuevas fuentes de estudio-, la fecha del hundimiento; este barco podría haber sido una de las causas de que se cegara el acceso tradicional al Riachuelo hacia fines del siglo XVIII.[cita requerida]

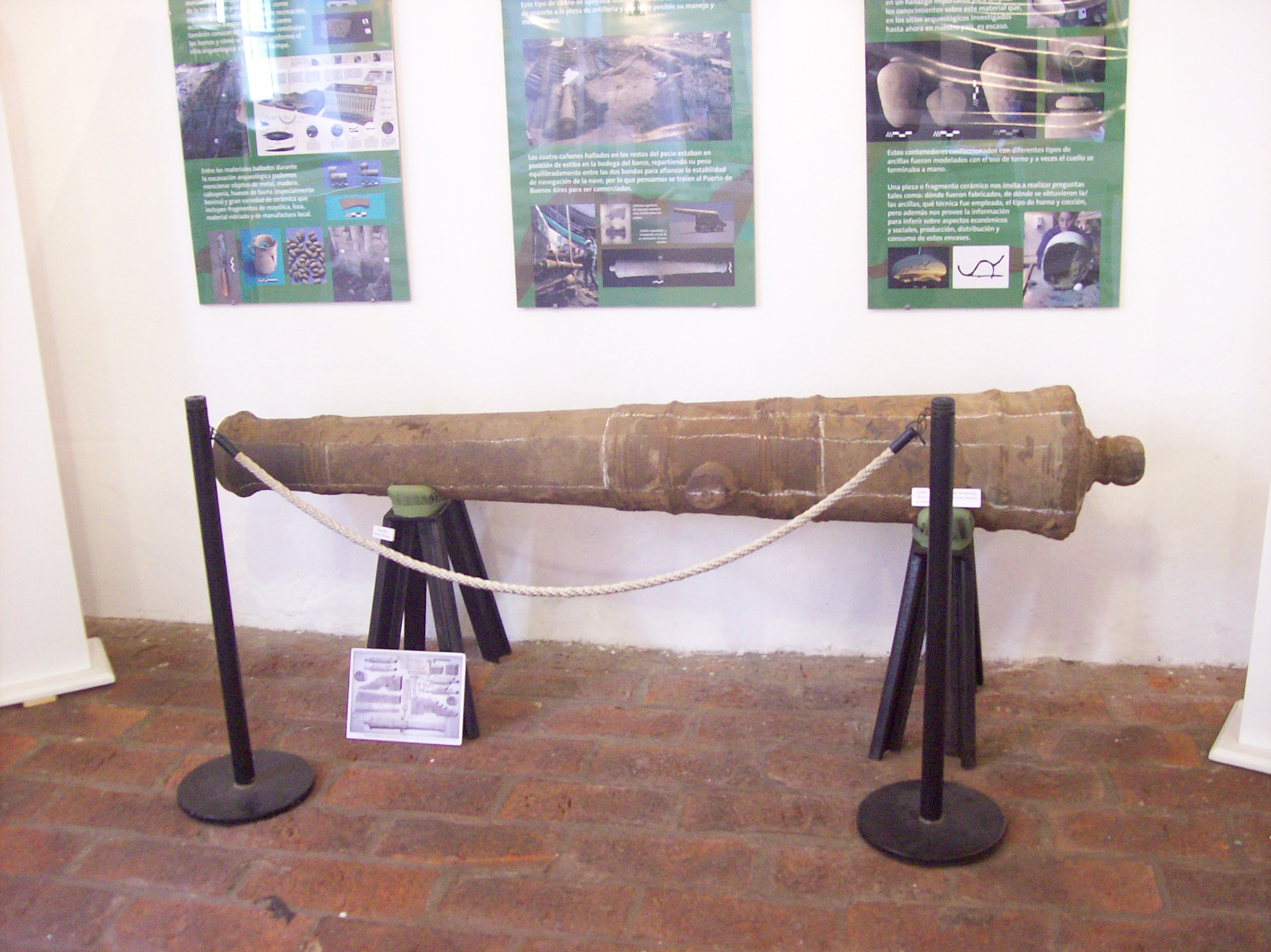
Cañón de hierro fundido (700 kg) que perteneció al barco. (Exhibición temporal en Casa del Virrey Liniers en el año 2012).

## Descubrimiento
El 29 de diciembre de 2008 durante la excavación de un pozo para comenzar las obras de construcción de un megaproyecto inmobiliario llamado ZenCity se descubrieron la estructura y parte de la carga de esta embarcación de madera. Justamente el nombre que se le dio al barco es el de este megaproyecto y "pecio" es porque así se le llama a los restos de una embarcación naufragada.

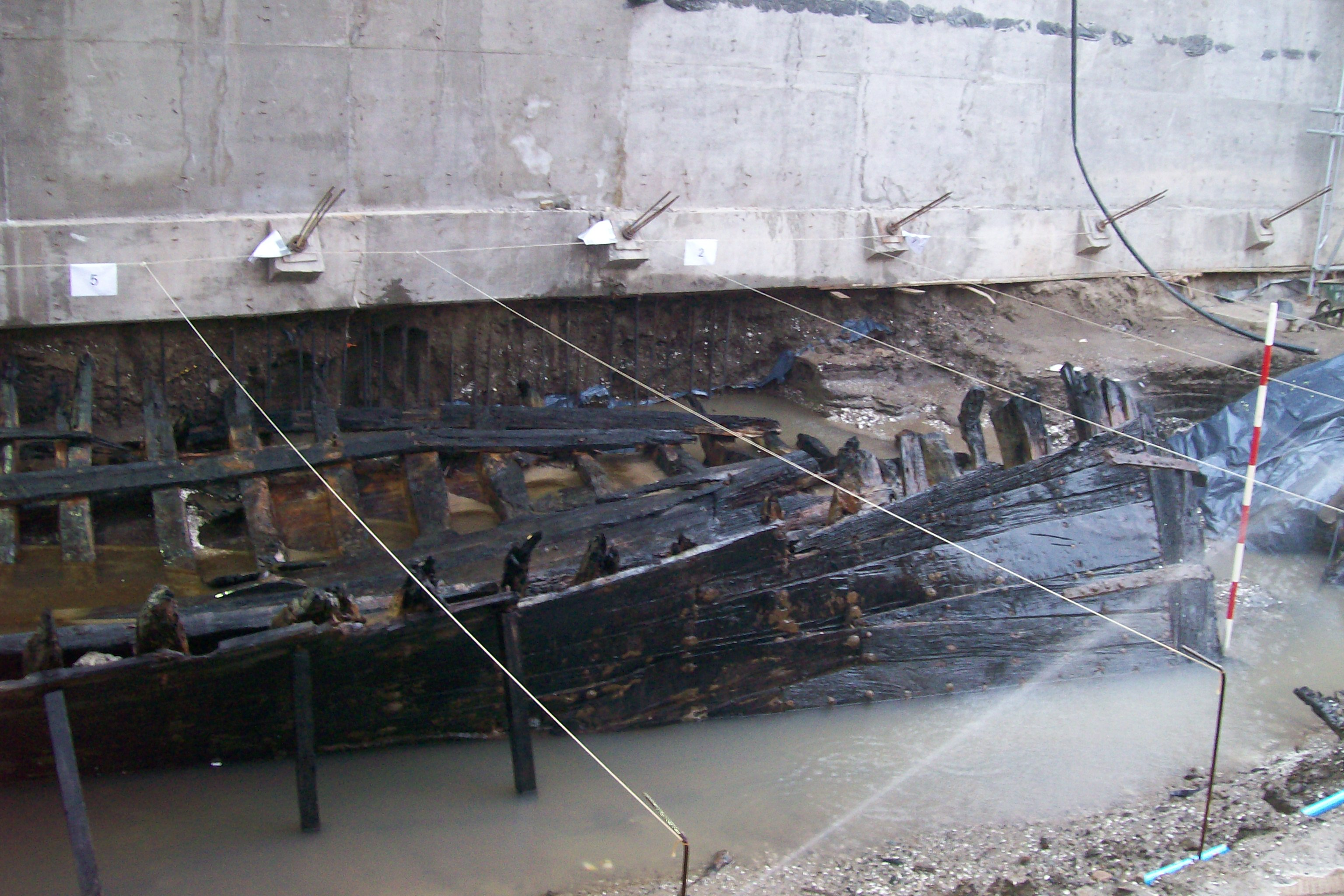

Aunque al principio se creyó que se trataba de un galeón, luego se estimó que la nave era un barco mercante español,  pues tenía un porte mediano, de no más de 30 metros de eslora, según explicó el arquitecto Javier García Cano (que junto con Mónica Valentini fueron los encargados de rescatar el barco). Por sus características se determinó que fue construido a mediados del siglo XVIII, en la cuenca norte de España, a orillas del Mar Cantábrico, donde estaban la mayoría de los talleres. 
Se trataba de un barco privado -por el tipo de construcción relativamente rústica pero muy fornida- de bajo costo, pero con capacidad de navegación oceánica y con una tripulación de cerca de cien personas.
Se lo utilizaba para transportar mercancías, como aceitunas y pescado salado, herramientas de labranza y piezas de uso cotidiano, como tazas de cerámica para mantener fría el agua y objetos de valor comercial. Aunque se encontraron muchos restos óseos, se descubrió que pertenecían a animales. Se especula que no son huesos de a bordo pues  el barco quedó varado muy cerca de la costa y no se hundió, así que es muy posible que nadie haya muerto. La existencia del barco varado en la costa promovía que la basura decantara ahí.

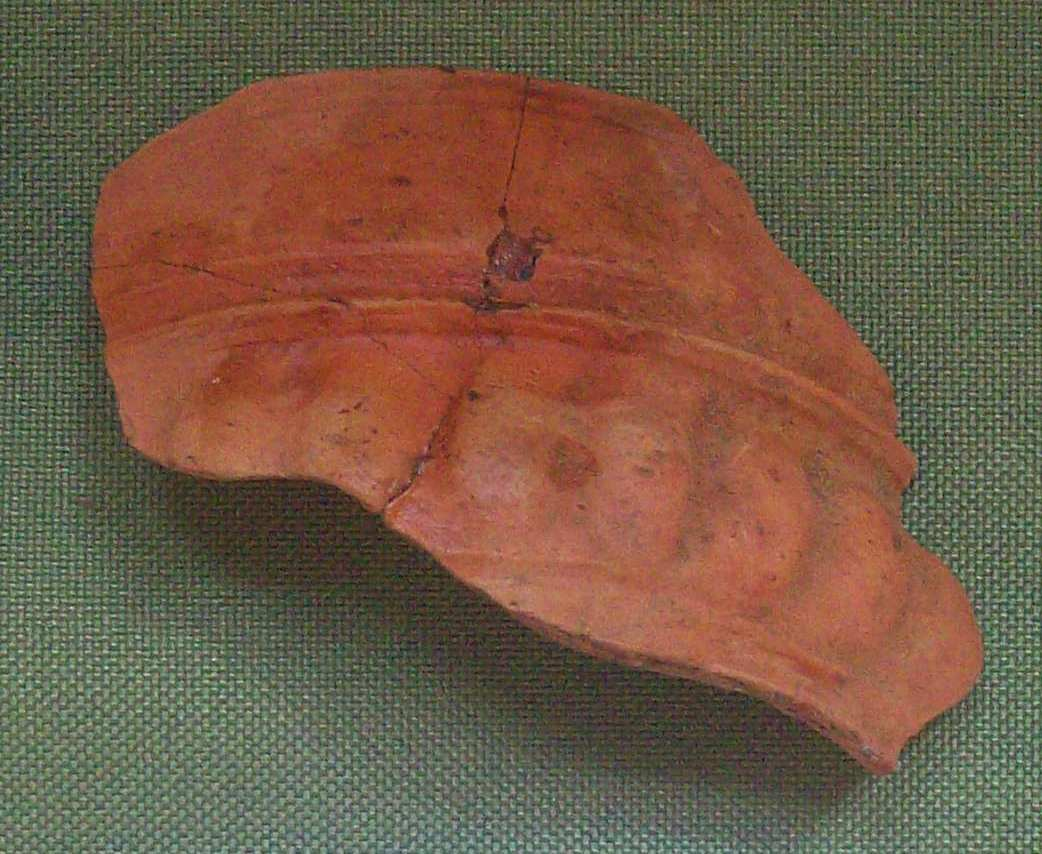
Trozo de cerámica fina roja búcaro hallada entre los restos del barco.

## Hallazgos
Se hallaron cuatro cañones, tres vasijas enteras y varias destruidas, casi cuatro metros de diámetro de la quilla en perfecto estado, piedra de lastre y metros de encordado. Se consideró que era un hallazgo único en la historia arqueológica de Buenos Aires, ya que nunca antes se había encontrado un ejemplar en semejante grado de conservación. 
Según el arquitecto García Cano: “Las varias colecciones de los materiales que se sacaron del sitio plantean un universo muy complejo de lo que embarcaba y de cuál era el destino”. “Traía 4 piezas de artillería del menor calibre de los cañones más vendidos en el mundo”.
Aunque aún no se conoce si estos cañones tenían como destino final la ciudad de Buenos Aires, se pudo descubrir que son de fabricación sueca y de tipo genéricos. Son los cuatro similares, de hierro colado para municiones de 4 libras, con un peso aproximado de entre 600 a 700 kilogramos y con un largo de poco más de 2 metros. No se encontraron las cureñas ni el resto del material necesario para su armado, aunque sí algunos ejemplares de munición del mismo calibre de los cañones, junto con muchas otras piezas de otros calibres.
Durante el siglo XVIII hay constancias de que la armada española se abastecía de artillería fabricada en Suecia. El dato de una partida de 200 cañones suecos que fueron rechazados en Cádiz y Cartagena por defectos de fabricación, avala una de las hipótesis en relación con que estas piezas de artillería venían como parte de la carga del barco para ser vendidas como hierro.

## Conservación

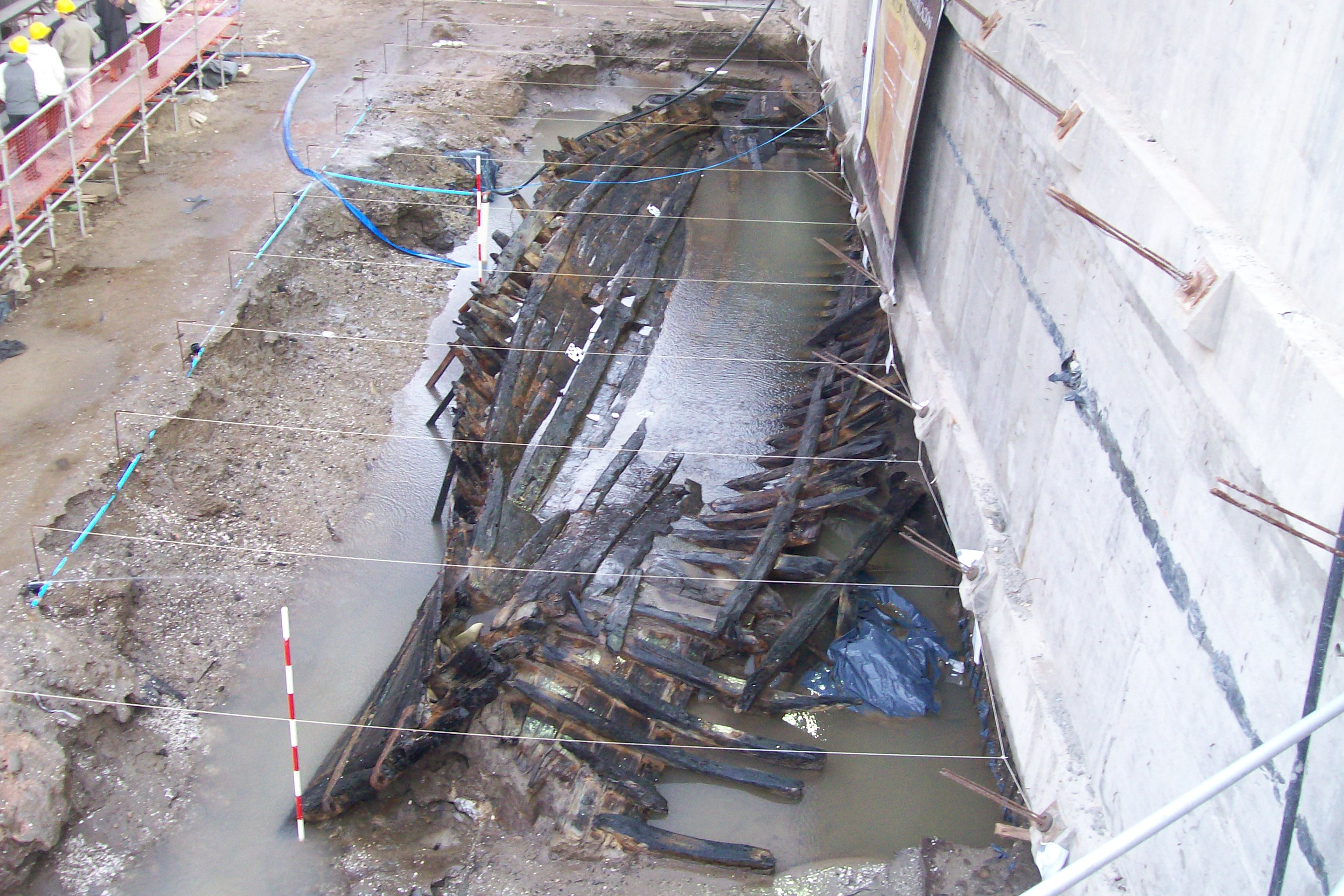

El Ministerio de Cultura de la Ciudad de Buenos Aires y la empresa propietaria del terreno impulsaron un trabajo científico y rápido de arqueología de rescate. Se barajó en un primer momento la posibilidad de volver a enterrar lo hallado, porque se consideró que el contacto con el aire y el exterior acabaría desintegrando la madera, que se había conservado durante 200 años por quedar hundida en el lodo del Río de la Plata. En primer lugar, los cañones (de 700 kilos cada uno) se llevaron a la antigua estación de tren Barraca Peña, en La Boca. Rápidamente, se anunció que a pesar de haber sido realizado -accidentalmente- por un emprendimiento privado en un lote propiedad de Fernández Prieto S.A., el descubrimiento era propiedad del Gobierno de la Ciudad, por una ley nacional.
Se decidió habilitar las visitas a la excavación con fines turísticos, durante un tiempo limitado y con una capacidad diaria reducida. Al mismo tiempo, History Channel preparó un documental tratando la noticia.
En julio de 2009 se decidió el traslado de la estructura a la misma Barraca Peña. Aunque el anuncio se repitió en enero de 2010, recién en el mes de marzo se construyó alrededor del barco una estructura metálica que sirvió para su traslado, anunciándose que una vez en La Boca, sería enterrado definitivamente para evitar su progresiva desintegración. Efectivamente, el 17 de abril de 2010 el barco fue depositado en la Barraca Peña, cargándolo en un camión que lo trasladó a muy baja velocidad.
El 4 de abril de 2012, en una de las tormentas más fuertes que sacudieron a la ciudad en su historia, la pared lateral que da a la calle Pedro de Mendoza, de 45 metros de largo y 70 centímetros de espesor, cedió ante los fuertes vientos, ya sin un techo que afirmara la estructura. Los ladrillos de la Barraca Peña, que datan del siglo XIX, se desmoronaron en el terreno. En la actualidad se impulsa un proceso de reacondicionamiento y refacción.
Algunas de las 15000 piezas encontradas fueron parte de una exposición en la Dirección General de Patrimonio porteña, en la Casa del virrey Liniers en noviembre de 2012. La colección es un caso único en Latinoamérica, porque se recuperó la totalidad de la carga junto con el barco.
Uno de sus cuatro cañones, sogas y cabos, restos de vasijas, cerámicas, pipas, un cuchillo con su vaina, una madera tallada por algún marinero anónimo y dos monedas de cobre fueron parte de esa exposición. Uno de los restos más preciados es el de un tipo de cerámica española de la que sólo quedan vestigios en Cuba y después de este hallazgo, en la Argentina. Una pieza que se consideró invaluable es un trozo de madera dibujado bajo relieve del cual se cree no existe una pieza igual en toda Latinoamérica.

## Otras fuentes
- Hallazgo y rescate arqueológico en Puerto Madero, Misterios de un naufragio. En Cronista Mayor de Buenos Aires, año 10 n.º 70, junio de 2009.